# Verbandsliga Brandenburg 2004/05
Die Verbandsliga Brandenburg 2004/05 war die 15. Spielzeit und die elfte als fünfthöchste Spielklasse im Fußball der Männer. 
Der SV Falkensee-Finkenkrug wurde in dieser Saison zum ersten Mal Landesmeister in Brandenburg und stieg damit in die Fußball-Oberliga Nordost auf. Der SV Altlüdersdorf errang, mit 6 Punkten Rückstand, die Vizemeisterschaft. 
Als Absteiger standen nach dem 30. Spieltag der FSV CM Veritas Wittenberge und der FC 98 Hennigsdorf fest und mussten in die Landesliga absteigen.

## Teilnehmer
An der Spielzeit 2004/05 nahmen insgesamt 16 Vereine teil.
| ▼Absteiger aus der Oberliga Nordost 2003/04 | ▼Absteiger aus der Oberliga Nordost 2003/04 | ▼Absteiger aus der Oberliga Nordost 2003/04 |
| ------------------------------------------- | ------------------------------------------- | ------------------------------------------- |
| Brandenburger SC Süd 05                     | Frankfurter FC Viktoria 91                  |                                             |

| Mannschaften aus der Verbandsliga Brandenburg 2003/04 | Mannschaften aus der Verbandsliga Brandenburg 2003/04 | Mannschaften aus der Verbandsliga Brandenburg 2003/04 |
| ----------------------------------------------------- | ----------------------------------------------------- | ----------------------------------------------------- |
| SV Falkensee-Finkenkrug                               | SV Altlüdersdorf                                      | SV Germania 90 Schöneiche                             |
| FSV Union Fürstenwalde                                | SV Babelsberg 03 II                                   | SV Schwarz-Rot Neustadt (Dosse)                       |
| FC Schwedt 02                                         | Breesener SV Guben Nord                               | SC Oberhavel Velten                                   |
| FC Stahl Brandenburg                                  | FSV 63 Luckenwalde                                    | FC 98 Hennigsdorf                                     |

| ▲Aufsteiger aus der Landesliga 2003/04 | ▲Aufsteiger aus der Landesliga 2003/04 |
| -------------------------------------- | -------------------------------------- |
| SG Burg                                | FSV CM Veritas Wittenberge             |

## Abschlusstabelle
| Pl. | Verein                          | Sp. | S  | U  | N  | Tore    | Diff. | Punkte |
| --- | ------------------------------- | --- | -- | -- | -- | ------- | ----- | ------ |
| 1.  | SV Falkensee-Finkenkrug         | 30  | 22 | 4  | 4  | 073:260 | +47   | 70     |
| 2.  | SV Altlüdersdorf                | 30  | 19 | 7  | 4  | 063:260 | +37   | 64     |
| 3.  | SV Germania 90 Schöneiche       | 30  | 19 | 6  | 5  | 071:360 | +35   | 63     |
| 4.  | Frankfurter FC Viktoria 91 (A)  | 30  | 14 | 11 | 5  | 054:290 | +25   | 53     |
| 5.  | SG Burg (N)                     | 30  | 15 | 5  | 10 | 055:450 | +10   | 50     |
| 6.  | FSV Union Fürstenwalde          | 30  | 12 | 11 | 7  | 058:430 | +15   | 47     |
| 7.  | SV Babelsberg 03 II             | 30  | 12 | 8  | 10 | 052:450 | +7    | 44     |
| 8.  | SV Schwarz-Rot Neustadt (Dosse) | 30  | 11 | 9  | 10 | 049:430 | +6    | 42     |
| 9.  | FC Schwedt 02                   | 30  | 11 | 3  | 16 | 047:440 | +3    | 36     |
| 10. | Breesener SV Guben Nord         | 30  | 10 | 6  | 14 | 057:590 | −2    | 36     |
| 11. | SC Oberhavel Velten             | 30  | 9  | 6  | 15 | 037:580 | −21   | 33     |
| 12. | FC Stahl Brandenburg            | 30  | 8  | 6  | 16 | 035:580 | −23   | 30     |
| 13. | Brandenburger SC Süd 05 (A)     | 30  | 8  | 4  | 18 | 040:680 | −28   | 28     |
| 14. | FSV 63 Luckenwalde              | 30  | 8  | 4  | 18 | 037:740 | −37   | 28     |
| 15. | FC 98 Hennigsdorf               | 30  | 7  | 4  | 19 | 032:650 | −33   | 25     |
| 16. | FSV CM Veritas Wittenberge (N)  | 30  | 7  | 2  | 21 | 050:910 | −41   | 23     |

| (A) | Absteiger aus der Oberliga Nordost 2003/04 |
| (N) | Aufsteiger aus der Landesliga 2003/04      |

## Kreuztabelle
Die Kreuztabelle stellt die Ergebnisse aller Spiele dieser Saison dar. Die Heimmannschaft ist in der linken Spalte, die Gastmannschaft in der oberen Zeile aufgelistet.
| 2004/05                         | SV Falkensee-Finkenkrug | SV Altlüdersdorf | SV Germania 90 Schöneiche | Frankfurter FC Viktoria 91 | SG Burg | FSV Union Fürstenwalde | SV Babelsberg 03 II | SV Schwarz-Rot Neustadt (Dosse) | FC Schwedt 02 | Breesener SV Guben Nord | SC Oberhavel Velten | FC Stahl Brandenburg | Brandenburger SC Süd 05 | FSV 63 Luckenwalde | FC 98 Hennigsdorf | FSV CM Veritas Wittenberge |
| ------------------------------- | ----------------------- | ---------------- | ------------------------- | -------------------------- | ------- | ---------------------- | ------------------- | ------------------------------- | ------------- | ----------------------- | ------------------- | -------------------- | ----------------------- | ------------------ | ----------------- | -------------------------- |
| SV Falkensee-Finkenkrug         |                         | 2:1              | 1:1                       | 3:0                        | 0:2     | 4:1                    | 1:0                 | 3:2                             | 3:1           | 2:0                     | 4:0                 | 2:0                  | 2:0                     | 2:0                | 4:1               | 8:1                        |
| SV Altlüdersdorf                | 2:0                     |                  | 4:1                       | 1:0                        | 1:2     | 0:0                    | 2:1                 | 3:0                             | 2:1           | 3:1                     | 4:1                 | 1:1                  | 6:0                     | 4:0                | 1:1               | 3:1                        |
| SV Germania 90 Schöneiche       | 3:2                     | 2:1              |                           | 0:3                        | 1:1     | 5:2                    | 3:0                 | 2:0                             | 2:1           | 2:1                     | 5:1                 | 2:0                  | 5:0                     | 5:0                | 2:0               | 4:1                        |
| Frankfurter FC Viktoria 91      | 0:2                     | 0:1              | 1:1                       |                            | 2:2     | 0:0                    | 4:0                 | 2:0                             | 2:0           | 0:0                     | 3:1                 | 5:3                  | 4:1                     | 1:2                | 4:1               | 2:2                        |
| SG Burg                         | 5:2                     | 0:1              | 1:5                       | 0:0                        |         | 3:1                    | 3:1                 | 1:3                             | 1:0           | 2:0                     | 1:3                 | 3:1                  | 2:0                     | 1:0                | 1:3               | 4:0                        |
| FSV Union Fürstenwalde          | 1:1                     | 1:1              | 2:0                       | 2:3                        | 3:2     |                        | 1:2                 | 2:2                             | 3:2           | 0:2                     | 1:1                 | 2:0                  | 0:0                     | 6:2                | 3:0               | 5:0                        |
| SV Babelsberg 03 II             | 1:1                     | 1:3              | 1:1                       | 1:1                        | 2:5     | 1:0                    |                     | 3:3                             | 5:1           | 3:1                     | 0:3 Fn1             | 2:2                  | 4:0                     | 2:0                | 4:1               | 3:0                        |
| SV Schwarz-Rot Neustadt (Dosse) | 0:2                     | 0:0              | 3:3                       | 0:3                        | 0:0     | 1:2                    | 0:0                 |                                 | 1:0           | 2:2                     | 1:0                 | 1:2                  | 0:0                     | 1:2                | 5:0               | 4:2                        |
| FC Schwedt 02                   | 0:1                     | 1:2              | 2:0                       | 2:2                        | 2:0     | 2:2                    | 1:2                 | 1:2                             |               | 2:3                     | 0:1                 | 2:0                  | 3:0                     | 2:2                | 0:1               | 2:0                        |
| Breesener SV Guben Nord         | 2:2                     | 3:4              | 4:3                       | 2:2                        | 0:1     | 2:2                    | 2:0                 | 1:3                             | 1:2           |                         | 3:2                 | 2:0                  | 4:2                     | 0:1                | 6:0               | 0:4                        |
| SC Oberhavel Velten             | 0:2                     | 0:3              | 0:2                       | 1:1                        | 3:2     | 1:1                    | 2:0                 | 0:2                             | 0:1           | 2:2                     |                     | 1:1                  | 0:5                     | 1:1                | 2:0               | 4:3                        |
| FC Stahl Brandenburg            | 0:2                     | 1:2              | 2:2                       | 0:5                        | 2:1     | 1:1                    | 0:1                 | 1:5                             | 1:2           | 3:1                     | 0:4                 |                      | 0:0                     | 1:2                | 1:0               | 2:0                        |
| Brandenburger SC Süd 05         | 0:3                     | 1:5              | 1:2                       | 0:1                        | 2:2     | 1:4                    | 1:3                 | 1:3                             | 1:3           | 3:2                     | 3:0                 | 1:2                  |                         | 4:2                | 3:1               | 3:1                        |
| FSV 63 Luckenwalde              | 0:5                     | 0:0              | 1:3                       | 0:1                        | 1:2     | 0:3                    | 2:2                 | 3:1                             | 0:6           | 3:2                     | 2:0                 | 2:4                  | 1:4                     |                    | 0:4               | 6:0                        |
| FC 98 Hennigsdorf               | 0:3                     | 2:2              | 0:2                       | 0:0                        | 1:2     | 2:4                    | 1:1                 | 0:2                             | 2:1           | 1:2                     | 1:2                 | 2:1                  | 2:1                     | 3:1                |                   | 2:3                        |
| FSV CM Veritas Wittenberge      | 2:4                     | 2:0              | 0:2                       | 1:2                        | 5:2     | 2:3                    | 0:6                 | 2:2                             | 2:4           | 3:6                     | 4:1                 | 2:3                  | 1:2                     | 4:1                | 2:0               |                            |

## Statistiken

### Torschützenliste
| Pl. | Spieler        | Mannschaft                 | Tore |
| --- | -------------- | -------------------------- | ---- |
| 1.  | Michael Starck | FSV CM Veritas Wittenberge | 23   |
| 1.  | Sinisa Kek     | SV Altlüdersdorf           | 23   |
| 2.  | Stephan Lutz   | SV Falkensee-Finkenkrug    | 21   |
| 3.  | Nico Wendland  | FC Schwedt 02              | 20   |
| 4.  | Torsten John   | SG Burg                    | 20   |

### Zuschauertabelle
| Pl.    | Verein | Verein                          | Spiele | Zuschauer | ø pro Spiel |
| ------ | ------ | ------------------------------- | ------ | --------- | ----------- |
| 01.    |        | FSV CM Veritas Wittenberge      | 15     | 5.730     | 382         |
| 02.    |        | FC Stahl Brandenburg            | 15     | 4.985     | 332         |
| 03.    |        | SV Falkensee-Finkenkrug         | 15     | 4.687     | 312         |
| 04.    |        | Brandenburger SC Süd 05         | 15     | 4.685     | 312         |
| 05.    |        | FSV 63 Luckenwalde              | 15     | 3.360     | 224         |
| 06.    |        | SV Germania 90 Schöneiche       | 15     | 2.880     | 192         |
| 07.    |        | Breesener SV Guben Nord         | 15     | 2.810     | 187         |
| 08.    |        | FC Schwedt 02                   | 15     | 2.581     | 172         |
| 09.    |        | SG Burg                         | 15     | 2.528     | 169         |
| 10.    |        | SV Altlüdersdorf                | 15     | 2.424     | 162         |
| 11.    |        | FSV Union Fürstenwalde          | 15     | 2.415     | 161         |
| 12.    |        | FC 98 Hennigsdorf               | 15     | 2.333     | 156         |
| 13.    |        | SV Schwarz-Rot Neustadt (Dosse) | 15     | 1.845     | 123         |
| 14.    |        | SC Oberhavel Velten             | 15     | 1.453     | 97          |
| 15.    |        | Frankfurter FC Viktoria 91      | 15     | 1.410     | 94          |
| 16.    |        | SV Babelsberg 03 II             | 15     | 1.252     | 83          |
| Gesamt | Gesamt | Gesamt                          | Gesamt | 47.044    | 196         |